# Этнические и религиозные меньшинства в Пакистане
Этнические меньшинства в Пакистане составляют…

Этнический состав — пенджабцы 44,68 %, пуштуны 15,42 %, синдхи 14,1 %, сераики 8,38 %, мухаджиры 7,57 %, белуджи 3,57 %, другие 6,28 %.
Религиозные меньшинства…

Конституция Пакистана устанавливает ислам как государственную религию, также обеспечивает всем гражданам право на свободу вероисповедания. Конституция ограничивает политические права не-мусульман Пакистана, только мусульманин имеет право стать президентом или премьер-министром. Кроме того, только мусульмане имеют право служить в качестве судей в Федеральном шариатском суде (который имеет право отменить любой закон противоречащий исламу).

## Афганские беженцы
На северо-западе страны проживает около 1,7 млн, преимущественно пуштунских, беженцев из Афганистана.

## Ахмадие
Ахмадие возникло в 1882—1889-х годах в Пенджабе, Индии. Основателем был Мирза Гулам Ахмад (1835—1908 гг.), в прошлом мелкий чиновник, ставший впоследствии религиозным проповедником. Мирза начинает свой путь от простого мусульманина-суннита, заявляя в последующем о том, что он является великим учёным, затем — учеником пророка Мухаммада, затем — обещаным в исламе Махди и «Обетованным Мессией», «Христом», затем «перевоплощением пророка Мухаммада», затем — новым пророком и перевоплощением всех пророков сразу, «сыном божиим», а в конце-концов Мирза объявляет себя перевоплотившимся Кришной.
В колониальной Индии руководство Ахмадие поддерживало довольно тесные связи с английской администрацией. Одним из основных тезисов её учения было отрицание необходимости джихада против британского протектората. До 1953 года верхушка Ахмадие сосредотачивала в своих руках многие правительственные посты и играла важную роль в экономической и политической жизни Пакистана. В январе-апреле 1953 года в Пакистане имели место сильные антиахмадийские волнения, вызванные, кроме религиозного фактора, ещё и недовольством населения политикой правительства страны. Волнения были подавлены.
Печатный орган Ахмадие — Review of Religion, издаётся с 1902 года. В настоящее время (на 2005 год) в мире имеется — по различным независимым оценкам — от 2 до 10 миллионов членов Ахмадие (по информации самой Ахмадие её адептов — от 80 до 200 миллионов). В 1947 году Ахмадие насчитывала 500 тысяч человек. Ежегодно многие тысячи последователей учения собираются на праздник возле священной горы недалеко от города Берат, в Албании.

## Брагуи
Брагуи — дравидийский народ проживающий в провинциях Белуджистан и Синд Пакистана, а также в пограничных территориях Афганистана и Ирана. Численность в Пакистане — около 2 млн. 367 тыс. человек. Говорят на дравидийском языке брауи. Также говорят на дари, арабском, урду и фарси. Исповедают суннизм.

## Буриши
Буриши (буришки, бурушаски, вершики) — европеоидный народ высокогорных районов Кашмира, находящихся под контролем Пакистана. Большинство проживает в долине р. Хунза. Говорят на изолированном языке бурушаски. Численность около 87 тыс. человек. Верующие мусульмане (исмаилиты). По гипотезе С. А. Старостина, буриши — потомки синокавказцев, не ассимилированных индоевропейцами.

## Калаши
Калаши — небольшой дардский народ, населяющий три долины правых притоков реки Читрал (Кунар) в горах южного Гиндукуша в о́круге Читрал провинции Хайбер-Пахтунхва (Пакистан). Родной язык — калаша — относится к дардской группе индоиранских языков. Уникальность народа, со всех сторон окружённого исламизированными соседями, заключается в том, что значительная его часть до сих пор исповедует языческую религию, сложившуюся на базе индоиранской религии и субстратных верований.

## Кашмирцы
Кашмирцы — народ, основное население Джамму и Кашмира в Индии. Живут в основном в Кашмирской долине, вдоль реки Джелам; кроме того, некоторая часть кашмирцев покинула этот регион и проживает в настоящее время в Пакистане. Численность — более 4,5 миллионов человек. Говорят на языке кашмири, в городах — на урду, хинди, панджаби.

## Кохистанцы
Кохистанцы— общее название группы мелких родственных племён, коренного населения исторической области Кохистан (север Северо-Западной Пограничной провинции на севере Пакистана). Общая численность около 350 тыс. чел. (оценка кон. XX в.). Говорят на кохистанских языках, входящих в восточную группу дардских языков, распространены также языки урду, пушту, шина и др.

## Кхо
Кхо — народ, основное население округа Читрал на севере Пакистана. Язык кхо — кховар, относится к дардской группе индоиранской ветви индоевропейской семьи языков. По религии большинство кхо — мусульмане-исмаилиты. Занимаются земледелием и скотоводством; ремесленники, особенно кузнецы, славятся у соседних народов. Общественный уклад, быт и семейные отношения кхо изучены слабо.

## Раджпуты
Раджпуты — этно-сословная группа в составе варны кшатриев в Пакистане и северной Индии. Общая численность — 17 млн человек. Проживают на приграничных территориях Индии и Пакистана, а также в штатах Пенджаб, Раджастхан и Махараштра. Исповедуют индуизм, ислам, сикхизм.

## Сидди
Сидди — африканская по происхождению преимущественно негроидная расово-этническая группа в Южной Азии. Сформировалась в VIII—XIX веках в результате традиционных торговых связей Индии с Эфиопией и Ближним Востоком, арабских завоевательных походов на севере региона, арабской и португальской работорговли в дальнейшее время. В основном это потомки чёрных рабов, привезённых из Африки арабскими торговцами в Средние века, из бантуязычных народов Восточной Африки..

## Христиане
Христиане в Пакистане религиозное меньшинство, всего 3 миллиона человек (то есть, 1,6 %). Крупнейший христианский храм в стране — собор святого Патрика — находится в городе Карачи. В 1990 году церкви в Фейсалабаде были разрушены. В Пакистане в 2005 были угрозы бомбардировки. В Лахоре находится Собор Воскресения. В Карачи живёт христианская группа из Гоа. У Церкви Пакистана 800 000 членов. Церковь Пакистана была основана в 1970 году как объединение лютеранских, методистских и англиканских церквей.

## Узбеки
Около 500 000 узбеков проживают в Пакистане (урду ازبک‎, узб. Pokistondagi oʻzbeklar). Узбекское население в Пакистане сформировалось из иммигрантов из Узбекистана и Афганистана (около 7,3 % афганцев в Пакистане составляют узбеки).. Узбеки в основном расселены на северо-западе Пакистана, в провинции Хайбер-Пахтунхва (в частности, Пешаваре), Гилгит-Балтистан.